# John William Fordham Johnson
John William Fordham Johnson est un banquier, homme d'affaires et homme politique canadien qui sert comme lieutenant-gouverneur de la province de Colombie-Britannique de 1931 à 1936.